# Куртетель
Куртетель (фр. Courtételle) — громада в Швейцарії в кантоні Юра, округ Делемон.

## Географія
Громада розташована на відстані близько 45 км на північ від Берна, 4 км на південний захід від Делемона.
Куртетель має площу 13,6 км², з яких на 8,2 % дозволяється будівництво (житлове та будівництво доріг), 55,8 % використовуються в сільськогосподарських цілях, 35,7 % зайнято лісами, 0,3 % не є продуктивними (річки, льодовики або гори).

## Демографія
2019 року в громаді мешкало 2653 особи (+11,9 % порівняно з 2010 роком), іноземців було 15,7 %. Густота населення становила 196 осіб/км².
За віковим діапазоном населення розподілялося таким чином: 22,3 % — особи молодші 20 років, 60,5 % — особи у віці 20—64 років, 17,2 % — особи у віці 65 років та старші. Було 1130 помешкань (у середньому 2,3 особи в помешканні).
Із загальної кількості 957 працюючих 38 було зайнятих в первинному секторі, 444 — в обробній промисловості, 475 — в галузі послуг.